# Autostrady w Chinach

Sieć dróg szybkiego ruchu w Chinach (2013)
Radialne Północ-Południe Wschód-Zachód
Obwodnice lokalne. Linia kropkowana: w planowaniu lub budowie.

Autostrady w Chinach - zintegrowana sieć dróg szybkiego ruchu (autostrad/dróg ekspresowych) w Chińskiej Republice Ludowej. Stanowi najdłuższy system dróg tego typu na świecie
- 123 000 km według stanu z początku roku 2016
- 111 950 km według stanu z początku roku 2015
- 104 500 km według stanu z początku roku 2014
- 96 200 km według stanu z początku roku 2013
- 84 946 km według stanu z początku roku 2012
- 74 113 km według stanu z początku roku 2011
- 65 055 km według stanu z początku roku 2010
- 60 436 km według stanu z początku roku 2009
- 53 913 km według stanu z początku roku 2008
- 45 339 km według stanu z początku roku 2007

Pierwszy odcinek autostradowy w Chinach otwarto w roku 1988 (obecnie stanowi on fragment Autostrady G15). Koszt budowy autostrad do początku roku 2013 wyniósł ok. 2 bilionów juanów (ok. 240 miliardów dolarów USA).

## Limity szybkości
Maksymalna dozwolona prędkość na autostradach w Chinach to 120 km/h (od maja 2004, wcześniej wynosiła 110 km/h). Minimalna prędkość wynosi zwykle 70 km/h, ale na pasach wyprzedzania może być wyższa (np. 100 km/h).

## Lista wybranych autostrad w ChRL

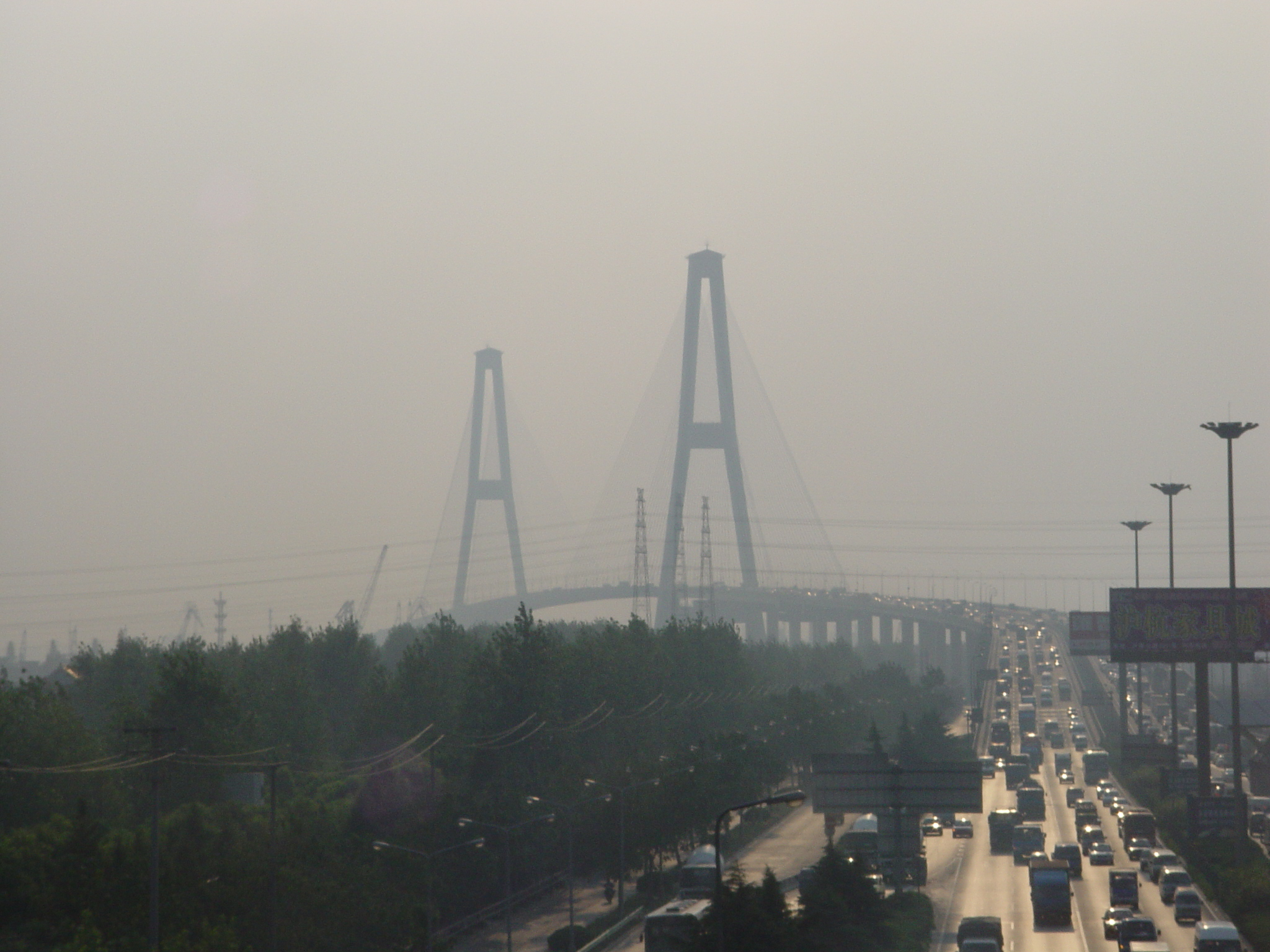
Autostrada pod Szanghajem

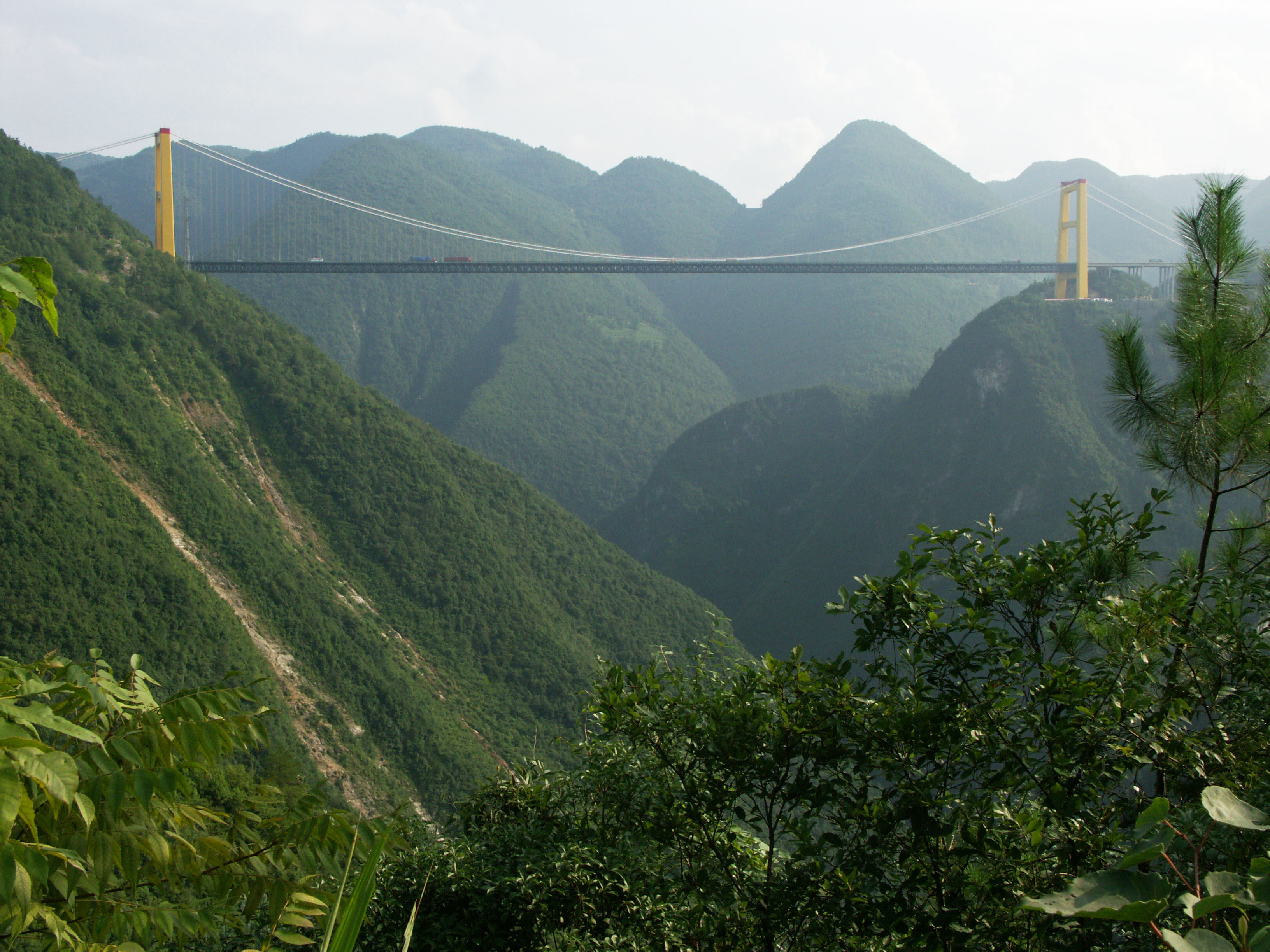
Most na autostradzie G50

- Autostrada G1 Pekin-Harbin
- Autostrada G2 Pekin-Szanghaj
- Autostrada G3 Pekin-Tajpej
- Autostrada G4 Pekin-Makau